# Watt (Beckett)
Watt war der zweite publizierte Roman des irischen Schriftstellers Samuel Beckett. Er wurde 1941 bis 1944 hauptsächlich in Roussillon (Vaucluse) in Südfrankreich geschrieben und 1953 von Olympia Press veröffentlicht. Die deutsche Übersetzung von Elmar Tophoven erschien 1970 bei Suhrkamp.

## Inhalt
Watt ist in 4 Abschnitte und Addenda unterteilt:

### I
Spätabends beobachten der skurrile Mr. Hackett und das ältere Ehepaar Mr. und Mrs. Nixon, wie Watt nach einer Auseinandersetzung die Straßenbahn verlässt. Trotz der zunehmenden Dunkelheit erkennt Mr. Nixon den hageren Watt, der ihm angeblich seit sieben Jahren Geld schuldet. Er traf Watt damals mit nur einem Schuh, der andere Fuß barfuß, und Watt habe sich das Geld für einen zweiten Schuh geliehen, was er ihm nicht abschlagen konnte. Jetzt könne Watt das Geld zwar teilweise zurückzahlen, dann müsse er aber die Reise abbrechen, die er gerade begonnen habe. Wieder bringt es Mr. Nixon nicht über sich, Watt das letzte Geld aus der Tasche zu ziehen. Ansonsten weiß Mr. Nixon wenig über Watt, er sei etwas seltsam, vermutlich obdachlos und trinkt keinen Alkohol, sondern ausschließlich Milch. Mrs. Nixon ist sicher, dass Watt einmal auf der Universität war.
Watt erreicht schließlich den Bahnhof und steigt nach einem slapstickartigen Zusammenstoß mit einem Milchlieferanten in den letzten Zug. Während der Fahrt spricht ihn der leicht alkoholisierte Mr. Spiro an, Editor einer katholischen Monatsschrift, der Watt einen Vortrag über katholische Glaubensfragen hält, etwa zum Thema, ob eine Ratte, die eine geweihte Hostie frisst, damit tatsächlich den Leib Christi in sich aufnimmt. Watt wird davon allerdings von seinen inneren Stimmen abgelenkt, die ihm, wie er es bereits gewohnt ist, ins Ohr flüstern und singen. Hier kommt zum ersten Mal das im Roman sehr exzessiv verwendete Stilmittel der Wiederholung zum Einsatz, möglicherweise ein Hinweis auf Watts Schizophrenie. 
Nach der Zugfahrt setzt Watt im Licht des abnehmenden Mondes seinen Weg zu Fuß fort. Seine seltsame Art, zu gehen, fällt Lady McCann auf, die, wie wir im vierten Teil erfahren werden, stets in den ersten Zug des Tages einsteigt und mit dem letzten Zug zurückkehrt, und deren Heimweg sie in dieselbe Richtung wie Watt führt. Sie bleibt vorsichtig auf Abstand und beschließt am Ende auf ihrer Türschwelle, aufgrund ihrer „Abstammung von Katholiken und Militärs“, einen Stein auf Watt zu werfen, der allerdings zum Glück nur dessen Hut trifft. Watt ignoriert den Vorfall, anscheinend ist er die Aggressionen seiner Mitmenschen bereits gewohnt. Kurz darauf muss er sich aber aufgrund eines plötzlichen Schwächeanfalls im Straßengraben ausruhen, wo er eine Weile den nächtlichen Geräuschen und seinen inneren Stimmen lauscht, die als vierstimmiger Choralsatz notiert sind.
Watt erreicht schließlich spätnachts das Haus des mysteriösen Mr. Knott. Offenbar wird seine Ankunft von Arsene bemerkt, der wenig später reisefertig in der Küche auftaucht und Watt zum Abschluss des ersten Teils einen längeren Monolog hält. Watt erfährt so, dass er der letzte einer sehr langen Reihe von Vorgängern ist, die bereits im Dienst von Mr. Knott standen. Namentlich bekannt sind Arsene aber nur die letzten drei: Vincent, Walter und Erskine. Seine Aufzählung erinnert an Ahnenlisten in der Bibel, Arsene kennt aber nur die Namen von denen, denen er persönlich begegnet ist. Andere werden dennoch gewissenhaft aufgelistet, auch wenn ihre Namen entweder vergessen sind oder Arsene nie bekannt waren.

### II
Mr. Knott beschäftigt immer zwei Diener gleichzeitig, einen für das Erdgeschoss und einen für den ersten Stock. Taucht ein neuer Diener auf, wird er zuerst im Erdgeschoss beschäftigt und der bisher für das Erdgeschoss zuständige Diener in den ersten Stock „befördert“. Der Diener für das Obergeschoss verlässt bei Ankunft des neuen Dieners das Haus, so wie Arsene bei der Ankunft Watts, der nun mit Erskine zusammenarbeitet.
Neben den beiden Dienern beschäftigt Mr. Knott den Gärtner Mr. Graves und gelegentlich noch andere Personen, z. B. den blinden Klavierstimmer Mr. Gall und dessen Sohn.
Watt versucht, mehr über seinen rätselhaften Arbeitgeber herauszufinden, was schwerfällt, da der einzelgängerische Mr. Knott nur zur Einnahme der Mahlzeiten und für Spaziergänge im Garten das Obergeschoss seines Hauses verlässt. Ein Rätsel ist für Watt zum Beispiel, woher die Anordnungen bezüglich Knotts Mahlzeiten stammen. Ist Mr. Knott selbst für die Anordnungen verantwortlich oder stammen diese von jemand anderem und weiß Knott davon oder nicht? Weiß Knott überhaupt, dass es solche Anordnungen gibt? Watt rechnet 12 mögliche Kombinationen aus, die alle darauf hinauslaufen, dass Mr. Knott zufrieden ist.
Eine der Anweisungen lautet, die Essensreste von Mr. Knott an einen Hund zu verfüttern. Die pedantische Einhaltung dieser scheinbar nebensächlichen Anordnung bringt ungeheure Herausforderungen mit sich: Denn es muss nun immer dafür gesorgt werden, dass ein hungriger Hund zur Stelle ist, wenn Mr. Knott seine Mahlzeiten nicht ganz aufisst, was nicht immer der Fall ist. Der Hund darf nur mit diesen Essensresten gefüttert werden, da sonst die Gefahr besteht, dass er im richtigen Moment nicht hungrig ist und sie daher nicht frisst. Die dafür vorgesehenen Hunde sind daher immer unterernährt und haben nur eine geringe Lebenserwartung. Da der Haushalt von Mr. Knott aber anscheinend auf die Ewigkeit ausgelegt ist, wird zur ausreichenden Versorgung mit Hunden und Hundehaltern eine lokale Großfamilie benötigt. Dies ist die Familie Lynch, deren großer Ehrgeiz es ist, innerhalb der Familie 1000 Jahre an Lebenszeit aufzusummieren. Man kommt diesem Ziel schon bis auf wenige Jahrzehnte nahe, es wird jedoch dadurch gefährdet, dass sämtliche der fast 30 lebenden Familienmitglieder an unterschiedlichen furchtbaren, teils erblichen Krankheiten leiden. In einer Fußnote wird allerdings betont, dass die Zahlen falsch sind und daher auch die Berechnungen nicht stimmen können.
Das sexuell aktivste Mitglied der Lynch-Familie ist Sam, obwohl dieser „von den Knien an abwärts und von den Hüften an aufwärts“ gelähmt ist. Er zeugte allein mit seiner Frau 20 Kinder, von denen allerdings nur 4 die Kindheit überlebten. Außerdem stammen zahlreiche Kinder aus seinen bekannten außerehelichen Affären mit verheirateten wie unverheirateten Frauen. Selbst inzestuöse Beziehungen innerhalb der Lynch-Familie werden ihm nachgesagt. Sam fährt zu seinen sexuellen Stelldicheins im Rollstuhl.
Am Ende des 2. Teils taucht schließlich Arthur als neuer Diener auf. Erskine verlässt damit das Haus von Mr. Knott und Watt wird in den zweiten Stock versetzt.

### III
Im dritten Teil wechselt der Roman in die Ich-Perspektive. Dass der Ich-Erzähler Sam ist, erfahren wir nur beiläufig. Ob es sich dabei um Sam Lynch handelt, bleibt offen. Von seiner Lähmung berichtet uns Sam jedenfalls nichts, allerdings ist auch zweifelhaft, ob die „Parks“, die Sam beschreibt, real existieren.
Laut Sam lebt Watt nun mit ihm in einem „Pavillon“ innerhalb eines verwilderten Parks, der ganz mit Bäumen, Brombeeren und anderem Gestrüpp zugewachsen ist und in dem es von Ratten und Vögeln wimmelt. Der Park ist von einem Stacheldrahtzaun umgeben, der verwittert und überwachsen ist. Durch den Park zieht sich ein Bach oder Fluss, über den eine Brücke führt, ohne die man nicht auf die andere Seite gelangen kann; als Watt eines Tages auf der baufälligen Brücke einbricht, droht ihn der Fluss mitzureißen. Watt und Sam gehen nur bei ihrem „Lieblingswetter“ in den Park, das für Sam eher sonnig und für Watt eher windig ist. Über die Wärter erfahren wir nur, dass sie in den fensterlosen Pavillons jede „meteorologische“ Auskunft über das Wetter verweigern. Die anderen Mit-Insassen beschreibt Sam nur kurz als lärmenden Pöbel, der ununterbrochen Ball spielt.
In der Nähe des Parks befinden sich zahlreiche andere Parks mit einem Pavillon, die alle von ihrem eigenen Stacheldrahtzaun umgeben sind. An den Grenzen der Parks bilden die Zäune Gänge, die so eng sind, dass das Gehen in ihnen kaum möglich ist, ohne Gefahr, am Stacheldraht hängen zu bleiben und sich zu verletzen. Watt wird schließlich in einen anderen Pavillon verlegt, sodass er Sam nicht mehr im Park treffen kann. 
Eines Tages sieht Sam jedoch Watt durch den benachbarten Park gehen. Watt geht rückwärts, wodurch er häufig über das Gestrüpp stolpert und sich an den Dornen verletzt. Er erinnert Sam dabei stark an den von Bosch gemalten Jesus. Sam entdeckt in den Zäunen sich gegenüberliegende Löcher und fragt sich, ob diese zufällig durch das Wetter oder durch wilde Tiere verursacht wurden. Durch die Löcher können sich Sam und Watt wieder treffen, allerdings nur im Gang zwischen den Zäunen, in den Park des anderen zu gelangen ist ihnen anscheinend unmöglich.
Die Kommunikation wird dadurch erschwert, dass Watt nicht nur rückwärts geht, sondern auch rückwärts spricht. Watt vertauscht dabei in verschiedenen Stadien nicht nur Wörter und Sätze, sondern schließlich sogar die Buchstaben in den Wörtern. Für Sam klingt Watt damit so unverständlich wie „irisches Gälisch“. 
Der nun folgende Bericht über die zweite Phase von Watts Dienstzeit bei Mr. Knott ist daher, wie Sam zugibt, sehr lückenhaft und unzuverlässig (siehe „unzuverlässiges Erzählen“).
Eines Tages begegnen sich Watt, Arthur, der Gärtner Mr. Graves und Mr. Knott, also alle vier Bewohner von Mr. Knotts Anwesen, im Garten. Arthur erzählt Mr. Graves von seinem alten Schul- und Studienfreund Mr. Louit, der Geld mit dem Schwarzhandel eines in Irland verbotenen Wundermittels verdient, für das auch Arthur wirbt. Mr. Louit, der sein Universitätsstudium mit höchsten Auszeichnungen abgeschlossen hat, gelang es, ein Forschungsstipendium zum Thema „Die mathematischen Intuitionen der Westkelten“ zu erlangen. Einem Hochschulkomitee von fünf Professoren, die sich allerdings vor allem für sich selbst zu interessieren scheinen, präsentiert er schließlich den 76-jährigen Mr. Nackybal. Der Analphabet, der außer einigen landwirtschaftlichen Kenntnissen völlig ungebildet ist, hat angeblich die erstaunliche Fähigkeit, im Kopf aus 6-stelligen Zahlen die 3. Wurzel zu ziehen. Die Vorführung wird vom Komitee allerdings angezweifelt, es wird ein Trick vermutet oder sogar eine Gedankenübertragung zwischen Mr. Louit und Mr. Nackybal in Erwägung gezogen.
Obwohl Watt im Obergeschoss Mr. Knott nun wesentlich näher kommt als bei seinem früheren Dienst im Erdgeschoss, wird dieser immer rätselhafter. Selbst über die physischen Eigenschaften von Mr. Knott, z. B. ob dieser dick oder dünn ist, kann Watt keinerlei Auskunft geben, obwohl er nun dafür verantwortlich ist, Knott morgens an- und zur Schlafenszeit wieder auszukleiden. Knott zieht jedoch nie seine Tageskleidung aus, sondern trägt nachts sein Nachthemd über seiner üblichen Kleidung. Zudem scheint Knott während der Nacht seine physischen Eigenschaften zu verändern, und auch die Einrichtung seines Schlafzimmers ändert sich regelmäßig.
Da Knott außerdem im Grunde völlig bedürfnislos zu sein scheint, wundert sich Watt sogar über die Funktion der Diener überhaupt. Watt kommt zu dem Schluss, dass Knott seine Diener nur als Zeugen benötigt. „Mr. Knott, der nichts bedurfte, es sei denn, erstens, der Bedürfnislosigkeit, und, zweitens, eines Zeugen seiner Bedürfnislosigkeit, wußte nichts über sich selbst. Daher bedurfte er eines Zeugen. Nicht, um zu wissen, nein, sondern um nicht zu enden.“

### IV
In einer Sommernacht taucht um Mitternacht plötzlich ein neuer Diener namens Micks in der Küche von Mr. Knott auf, womit die Dienstzeit von Watt bei Mr. Knott endet. 
Watt macht sich reisefertig: Mantel und Hut hat er von seinem Vater und Großvater geerbt, und er trägt zwei unterschiedliche Schuhe, von denen ihm einer zu groß und einer zu klein ist. Um dies auszugleichen, trägt er beide Socken an dem „zu kleinen“ Fuß. Er hatte den einen Schuh einmal am Strand gefunden, den anderen hat er einem Mann abgekauft, der durch einen Unfall gerade ein Bein verloren hatte und sich freute, seinen „einzigen Besitz“ so zu Geld machen zu können. Dafür hatte Watt also Geld von Mr. Nixon geliehen, wie wir im ersten Teil erfahren haben.
Im Licht des zunehmenden Mondes geht Watt zum Bahnhof, wo er allerdings nur auf den Weichensteller Mr. Case trifft, denn der letzte Zug ist schon abgefahren. Mr. Case willigt ein, Watt im Wartesaal übernachten zu lassen, allerdings nur unter der Bedingung, ihn dort bis zum Morgen einzuschließen. 
Frühmorgens treffen die Bahnbeamten Mr. Nolan und Mr. Gorman ein und bemerken den im Wartesaal liegenden Watt. Anstatt die Polizei anzurufen, beschließt man, Watt mit der schleimigen Flüssigkeit im Abwascheimer zu wecken, den man zu zweit anhebt, dann aber versehentlich auf Watt fallenlässt. Watt blutet zwar, man beruhigt sich aber damit, dass keine lebenswichtigen Organe verletzt worden seien. Mr. Case und die ersten Fahrgäste treffen ein, unter ihnen die schon aus dem ersten Teil bekannte Lady McCann, und interessieren sich für Watt. Dieser erhebt sich schließlich zur Überraschung aller und verlangt am Schalter eine Fahrkarte „zum nächsten Ende“ der Strecke, korrigiert sich dann aber und möchte stattdessen eine Fahrkarte „zum weitesten Ende“. Ob Watt am Ende in den Zug einsteigt und ob dieser ihn zu dem im dritten Teil beschriebenen Schauplatz bringt, bleibt letztlich offen, da alle von dem gerade anbrechenden herrlichen Sommermorgen abgelenkt sind, der Mr. Case in seinem Glauben an Gott bestärkt.

### Addenda
Dem Roman sind 37 Ergänzungen angefügt, die, so eine Fußnote, „nur aus Müdigkeit und Überdruss“ nicht in den Roman einbezogen wurden. Sie reichen von kurzen Sätzen bis hin zu längeren Passagen, wie zum Beispiel:
„Die Merde hat mich wieder“:
Deutsches Zitat aus Goethes Faust, das Wort „Erde“ wurde durch das französische „Merde“ („Scheiße“) ersetzt.
Die kurze Anweisung „alle Namen ändern“.
Ein Zitat aus „Heilige Embryologie“ von Francesco Cangiamila (1745) und „De Synodo Diocesana“ von Papst Benedikt XIV. (1763), das zur Mr. Spiro-Episode passen könnte:
„Die Seele des Fötus ist bereits vollständig entwickelt.“ (Unter anderem mit diesem Grundsatz wird von der katholischen Kirche das Abtreibungsverbot begründet, das Beckett mehrfach kritisierte. Vorher gab es auch in der katholischen Kirche das Modell der sogenannten Sukzessiv-Beseelung.)
Im selben Zusammenhang könnten die Addenda „nie richtig geboren zu sein“ und der lateinische Satz „faede hunc mundum intravi, anxius vixi, perturbatus egredior, causa causarum miserere mei“ (Übersetzung: „Im Schmutz kam ich in diese Welt, lebte in Angst und verlasse die Welt beunruhigt, Ursache aller Ursachen erbarme dich meiner“) verstanden werden.
Laut einer Notiz von Beckett zu seinem 1930 veröffentlichten Gedicht „Whoroscope“ sind dies die letzten Worte des Aristoteles.
Eine Passage berichtet von einem Spaziergang Arthurs im Garten von Mr. Knott. Arthur sagt später zu Watt, dass er dachte, er wäre dabei für Mr. Knott gehalten worden. Beim Gehen über den Rasen kommt ihm jedoch die Erkenntnis, dass ihm der Rasen nicht gehört. Er notiert später in sein Tagebuch „Dankte Gott für eine kleine Gnade“.
Arthur begegnet im Garten einem alten, in Lumpen gehüllten und bettelnden Mann, der behauptet, Arthur bereits aus der Kindheit zu kennen, „als wird beide noch Jungs waren“. Er hätte damals Schuhe geputzt. Arthur antwortet darauf „wenn du es nicht getan hättest, hätte es jemand anders getan“. Der Mann behauptet, er hätte den Garten mit angelegt. Arthur fragt ihn nach dem Namen einer Pflanze, worauf dieser in Anspielung auf die Komiker „Hardy Laurel“ (wörtlich: „winterfester Lorbeer“) antwortet.
Arthur notiert ins Tagebuch, der Mann sei ein ehemaliger Bediensteter der Familie Knott. Für Watt ist dies das erste Mal, dass er von einer Familie Knott hört und er spekuliert, dass auch Knott zu einer „wurmartigen Serie“ gehören könnte.

## Entstehungsgeschichte
1940 beschloss Beckett, im besetzten Paris zu bleiben, obwohl eine Flucht ins neutrale Irland für ihn möglich gewesen wäre. In Paris beginnt er laut einem Manuskripteintrag am 11. Februar 1941 mit der Arbeit an Watt.
Ende 1940 hatte Beckett sich dem französischen Widerstand, der Résistance, angeschlossen. 1942 wurde seine Widerstandszelle Réseau Gloria (Gloria SMH) von Robert Alesch an die Gestapo verraten. Beckett und seine Partnerin Suzanne Deschevaux-Dumesnil wurden gewarnt und konnten sich nur knapp einer Verhaftung entziehen. Das Paar floh von Paris in die unbesetzte Südhälfte Frankreichs, um im Dorf Roussillon (Vaucluse) unterzutauchen und das Ende des Krieges abzuwarten. Hier schrieb Beckett, während er sich als Erntehelfer und mit Gelegenheitsarbeiten durchschlug, den Großteil von Watt, wie er später gegenüber Bekannten sagte, „als Übung und um nicht verrückt zu werden“.
Im Roman deutet allerdings kaum etwas auf diese äußeren Umstände seiner Entstehung hin, es sei denn, man sieht die mit Stacheldraht umgebenen „Parks“ als Anspielung auf Konzentrationslager oder die Familie Lynch als Satire auf das von Hitler proklamierte tausendjährige Reich. 
Watt enthält viele Hinweise auf Becketts irische Heimat. Watts Bahnfahrt führt ihn von der Harcourt Street Station im Süden Dublins nach Foxrock, dem Dubliner Vorort, in dem Beckett seine Kindheit verbracht hatte. Mr. Knotts Haus ist Cooldrinagh nachempfunden, dem Familiensitz der Becketts. Die Episode mit Mr. Louit erinnert an das Trinity College in Dublin, Becketts ehemalige Universität.
Beckett bemühte sich bereits 1945 um eine Veröffentlichung, fand aber erst 1953 einen Verleger, nach dem Überraschungserfolg seines Theaterstücks Warten auf Godot. In Irland wurde der Roman kurz nach der Veröffentlichung verboten.

## Hörspielbearbeitung
- 1996: Watt – Bearbeitung (Wort): Marek Kedzierski; Regie: Ulrich Gerhardt; Sprecher: Hans-Peter Hallwachs (SWF; Erstsendung: 8. April 1996, Länge: 50:00 Minuten)
  - Auszeichnung: Hörspiel des Monats April 1996[5]